# Partheneion
Het Partheneion (Oudgrieks: Παρθένειον) is een door Alkman, een lyrisch dichter uit Lidië, geschreven hymne. Soortgelijke hymnes werden wellicht bij het jaarlijkse feest van de ploeg gezongen door een koor van tien meisjes. In deze specifieke hymne spelen de namen Agido en Hagesichora een belangrijke rol, welke misschien zijn afgeleid van de veelvoorkomende koninklijke namen Agis en Agesilaüs in Sparta (o.a. Bowie).

## Inhoud
Het lyrische gedicht is helaas maar gedeeltelijk overgeleverd op een fragiel papyrusfragment, maar weet ons toch heel wat te vertellen. Het gedicht bestond waarschijnlijk uit twee delen. Het eerste deel vermeldt de treurige mythe van de Spartaanse koning Hippokoön, die het koningschap bemachtigde na zijn broer Tyndareos van de troon te hebben gestoten. Al zijn zonen werden echter vermoord door de wraakzuchtige zonen van Tyndareos, Kastor en Polydeukes omwille van die daad. Hun vader werd daarna weer rechtmatig koning over Sparta. Een soortgelijk verhaal heeft het eerste deel van dit gedicht opgevuld, met een lange catalogus van Hippokoöns omgekomen zonen. Door de slechte overlevering is dit gedeelte zeer moeilijk te reconstrueren.
De regels tussen 35 tot 101 zijn ons vrijwel geheel overgeleverd en verhalen over een koor van tien meisjes, die onder leiding van Hagesichora de Pleiaden bevechten. Voorafgaand aan deze strijd vindt eerst nog een vergelijk plaats tussen de hoofdrolspeelsters in dit gedicht, Agido en de pas genoemde Hagesichora. Daarin wordt duidelijk dat alhoewel Agido over een onmetelijk talent beschikt, Hagesichora haar overstijgt in zang en schoonheid.

## Theorieën over de betekenis van het Partheneion
Vooralsnog zijn de meeste geleerden het erover eens dat het hier een rite de passage betreft van jonge Spartaanse meisjes op weg naar de volwassenheid. Dit is voor het eerst in 1977 voorgesteld door de autoriteit op dit gebied, professor Claude Calame. De Pleiaden (Oudgrieks: Πεληάδες) in regel 60 van het gedicht werden in 1954 door Garzya nog beschouwd als de koormeisjes zelf, verkleed als duiven.
Tegenwoordig lopen de interpretaties sterk uiteen: het feit dat de Pleiaden namelijk tegen het koor vechten ( μάχονται in regel 61) sluit de theorie van Garzya uit. Calame leest een strijd tussen de meest voortreffelijke meisjes, de hierboven genoemde Agido en Hagesichora, in μάχονται, hetgeen wordt tegengesproken door een artikel van Ewen Bowie uit 2011.
Bowie beweert namelijk dat de Pleiaden hier kwaadwillende Sirenen kunnen voorstellen, die de ongehuwde koormeisjes ontvoerden als straf voor het afwijzen van seksuele handelingen met een man. Een andere mythe verhaalt daarentegen dat de Sirenen de meisjes meenamen om ze juist te redden van wellustige mannen. De teneur van het gedicht verraadt echter dat het hier de eerste mythe betreft. In het vervolg probeert het koor dit kwaad tevergeefs af te weren ( ἀμύναι in regel 65), maar uiteindelijk schiet koorleidster Hagesichora het te hulp die met haar goddelijke stem allen beschermt.
De laatste overgeleverde regels borduren voort op dit thema, omdat het koor van tien meisjes strijdt met een koor van elf onbekende koorleden. Bowie stelt voor dat deze elf wederom de Sirenen zijn. Er is namelijk nabij Efeze een sarcofaag gevonden waarin elf Sirenen zijn uitgehouwen, hetgeen volgens Bowie zijn standpunt ondersteunt. Literair bewijs ontbreekt echter. De laatste vier regels zijn niet overgeleverd, zodat het niet bekend is welk koor uiteindelijk won, al lijkt een overwinning van Hagesichora bijna onvermijdelijk.
De Pleiaden kunnen daarnaast ook een rivaliserend koor voorstellen, onder andere (voorgesteld door Campbell) of als sterren, de ons bekende Plejaden, die met het koor in strijd zijn om de zonsopkomst te verhinderen, waarna het festival van start kon gaan (voorgesteld door Hutchinson). Het feit dat de meisjes een offer lijken te brengen aan een obscure godin van de dageraad, Ortria geheten, ondersteunt de laatstgenoemde theorie.